# وسام سانت كاترين
وسام الإمبراطورية لسانت كاترين أو وسام القديسة كاترين (الروسية:Императорский Орден Святой Екатерины) جائزة الإمبراطورية الروسية. تأسست في 24 نوفمبر 1714 من قبل كاترين الأول من روسيا. كانت جائزة للنساء. كانت رتبة القديس أولغا موجودة لفترة وجيزة من عام 1916 إلى عام 1917 ، ولكنها توقفت مع أسرة رومانوف، تم تأسيسه في عام 1714 من أجل إحياء ذكرى وتصرفات أفعال الإمبراطورة كاترين الأولى ، زوجة بيتر الأكبر، التي دفعت فدية القوزاق الذين تم القبض عليهم من قبل الأتراك في 1711 ، الذي أكسبها بيعها مجوهراتها والممتلكات نكران الذات حقق لها إعجاب المحكمة والبلد.
نُشر النظام الأساسي للأمر لأول مرة في عام 1713 ، وكان الأمر تحت رعاية القديسة كاترين الأسكندرية ، قديس الإمبراطورة. في 24 نوفمبر 1714 ، في يوم اسم الإمبراطورة ، منح بطرس الأكبر شخصيًا شارة النظام على الإمبراطورة كاثرين ، مما خلق لها عشيقة كبرى من الرتبة. ومع ذلك ، لم يتم تجنيد أي أعضاء آخرين حتى عام 1726. وكانت أروقة الإمبراطورة ماريا فيودوروفنا ، التي توفيت في عام 1928 ، آخر عشيقة جراند ما قبل الثورة من وسام القديسة كاترين.

## روابط خارجية
- A History of the Order of Saint Catherine by Nicholas B. A. Nicholson
- The Imperial Order of St. Catherine the Great Martyr by Michael Y. Medvedev
- The Medals of Saint Catherine